# Armoiries de l'Angleterre
Les armoiries de l'Angleterre sont formées de trois lions posés de profil sur trois pattes , la tête de face, ce qui correspond au « léopard » héraldique (différent du léopard-panthère zoologique) jaunes sur fond rouge. Son blasonnement est : « de gueules à trois léopards d'or , armés et lampassés d'azur rangés en pal ».
Introduit par le roi anglo-normand Richard Ier, durant la dernière décennie du XIIe siècle, ce blason provient des armoiries normandes. 
Les armoiries de Normandie (deux léopards d'or sur fond de gueules) et d'Aquitaine (un léopard d'or sur fond de gueules), cette dernière ayant fait partie des possessions du royaume anglo-normand au Moyen Âge, sont liées à ce blason et à l'histoire des Plantagenêt.
Au Royaume-Uni, le blason anglais est présent dans les armoiries du monarque britannique au même titre que celui de l'Écosse et de l'Irlande du Nord.

## Variations du blason
Quelques villes anciennes d'Angleterre ont été autorisées à utiliser le blason de l'Angleterre, avec des variations. La ville de Faversham dans le Kent fut donnée permission par le roi Édouard Ier d'utiliser les armoiries royales comme ses armoiries municipales parce que les rois anglais habitaient ici. Depuis 1619 (officieusement) et 1990 (officiellement) les portions arrières des léopards ont été d'argent au lieu d'or. La cité de Hereford utilise les armoiries d'Angleterre avec une bordure d'azur à six sautoires d'argent, après une charte royale fut donnée à la cité par le roi Richard Ier en 1189.
Le premier blason de la ville de Bordeaux, datant de Richard Cœur de Lion, et jusqu'à la fin de l'époque anglaise avec la bataille de Castillon, arborera les trois léopards d'or.
Oriel College, un des collèges de l'Université d'Oxford, utilise les armoiries d'Angleterre avec une bordure échancrée d'argent. Il était fondé par charte royale en 1326.
Depuis 1949, l'équipe d'Angleterre de football utilise les armoiries de leur pays d'argent, avec les léopards d'azur, accompagnés par dix roses de gueules et d'argent. L'équipe d'Angleterre de cricket utilise les armoiries d'Angleterre d'azur, avec les léopards d'argent, surmontés par une couronne du même.

Blason de la ville anglaise de Faversham.
Blason d'Oriel College, Oxford.
Blason de l'équipe d'Angleterre de cricket.
Armoiries royales du Royaume-Uni.
Premières armoiries de Bordeaux, datant de Richard Ier d'Angleterre.
Logo de l'équipe nationale anglaise de football.